# Refinaria de Duque de Caxias
A Refinaria de Duque de Caxias (Reduc) é hoje a mais completa e complexa refinaria do sistema Petrobras, tendo sido inaugurada, em 1961, com apenas seis unidades, além da casa de força. Localiza-se na Rodovia Washington Luís, km 113,7, no distrito de Campos Elísios (Duque de Caxias).
O complexo industrial da refinaria é distribuído numa área de aproximadamente 13 km² e é responsável por cerca de 4,8 bilhões de reais por ano em impostos pagos ao governo. Um total de 55 produtos  são comercializados por esta refinaria, dentre estes óleos básicos para lubrificantes, diesel, gasolina, GLP, nafta, querosene de aviação, parafinas, óleo combustível e aguarrás.

## Esquema de refino
Uma série de unidades de processamento estão organizadas compondo o esquema de refino mais completo dentre as refinarias brasileiras. Dentre as unidades operacionais desta refinaria, destacam-se: FCC (craqueamento catalítico em leito fluidizado), destilação atmosférica e a vácuo (3 conjuntos, 1 para combustíveis e 2 para lubrificantes), reforma catalítica, 6 unidades de hidrotratamento (HDT), desasfaltação (2), além de várias unidades de processamento e tratamento de óleos básicos para lubrificantes, caldeiras e mais unidades de tratamento de derivados.
Em julho de 2008 foi iniciada a operação da Unidade de Coqueamento Retardado, que é responsável pelo processamento de matéria-prima pesada, convertendo em produtos nobres, como o diesel e nafta, além de produzir o coque. A construção desta unidade totalizou investimentos da ordem de US$ 1 bilhão.

## Acidentes
A Reduc também se notabilizou por um histórico de acidentes maiores e menores. O maior de todos eles ocorreu em 30 de março de 1972. Nesta data ocorreram três grandes explosões em três tanques de gás, causando a morte de 42 trabalhadores e deixando mais 40 feridos. Considerado causado por erro operacional e falha de projeto, o acidente provocou chamas de trezentos metros de altura e um dos tampões dos tanques (peça de 23 m de diâmetro) foi arremessado pela explosão a uma distância superior a um quilômetro.
→ Vazamento de óleo na Baía de Guanabara
O vazamento de óleo na Baía de Guanabara ocorreu em 18 de janeiro de 2000 como consequência do rompimento de um duto que ligava a Refinaria Duque de Caxias ao terminal Ilha d'água, na Ilha do Governador. Esse incidente ficou conhecido como um dos maiores acidentes ambientais ocorridos no Brasil e destacou-se pela grande quantidade de óleo derramado – cerca de 1,3 milhão de litros. Esse grande vazamento matou praticamente todo o ambiente marinho da região, afetando diretamente a economia, já que vários pescadores tiveram que abandonar a área que antes era rica em peixes.
Em 2014 foram duas ocorrências. Um grande incêndio em janeiro e a emissão de vultosa nuvem de fumaça no dia 30 de abril. Esta fumaça negra cobriu uma extensa região que se estendeu até a zona oeste do município do Rio de Janeiro.

## Ampliação
A Reduc está ampliando sua planta de gás natural, construindo novas unidades para atender à demanda por gás natural na região Sudeste do Brasil. Junto com estas unidades, também estão previstos tratamentos de dessulfurização de nafta craqueada e um investimento maciço em unidades de preservação do meio ambiente, como a recuperação de enxofre e tratamento de águas ácidas. Os investimentos de ampliação são estimados em US$ 1,5 bilhão.
Várias outras obras de melhoria do sistema industrial da Reduc estão sendo previstas, visando a sua ampliação ou modernização para preservar a saúde dos trabalhadores, o meio ambiente e a excelência em qualidade dos processos e produtos da refinaria.

## Produção de diesel S-50
A Reduc foi pioneira na produção do óleo diesel S-50 no Brasil. Este novo produto possui 90% menos enxofre que o diesel anteriormente utilizado nas regiões metropolitanas (diesel S-500), contribuindo para a melhoria da qualidade do ar.